# Рохард II Хайфский
Рохард II (Rohard II) (ок. 1183—1233) — сеньор Хайфы, камергер Иерусалимского королевства.
Сын сеньора Хайфы Пагана (Пейена) II и его жены Годиерны.
Впервые упоминается как сеньор Хайфы в документе от октября 1198 года. В 1201—1220 упоминается как камергер Иерусалимского королевства.
Жена — Эглантина де Нефен, младшая дочь Раймунда II, сеньора Нефена (Нефима) в графстве Триполи.
Дочери:
- Хелвиз (Эльвиза) (ум. ок. 1264), сеньора Хайфы.
- Аликс, с 1236 жена Жана Ибелина, сеньора Арсуфа.
- Агнесса, жена Бовереля де Гримо.
- Изабелла, жена Рауля Бланшгарда.

Рохард II последний раз прижизненно упоминается в документе, датированном 1232 годом.